# Valentin Müller (Orgelbauer)
Valentin Müller (auch Miller) (* um 1670 in Gochsheim (Kraichtal); † 14. Dezember 1734 in Heidelberg) war ein deutscher Orgelbauer und kurpfälzischer „Land- und Hoforgelmacher“.

## Leben
Valentin Müller war ab etwa 1700 kurpfälzischer Land- und Hoforgelmacher. Seine Eheschließung mit einer Anna Sybilla erfolgte außerhalb von Heidelberg. Ihr Sohn Johann Friedrich Ernst Müller war ebenfalls Orgelbauer und übernahm die Werkstatt seines Vaters nach dessen Tod. Der zweite Sohn Liborius Müller wurde ebenfalls Orgelbauer.
Müllers Schwager Bernhard Heinrich Fomann (Lebensdaten unbekannt) wirkte als Orgelbauer mit markgräflichen Privilegien in Pforzheim und Durlach.

## Werk
Es ist belegt, dass Müller 1719–1723 eine neue Orgel für den katholischen Chor der Heiliggeistkirche in Heidelberg baute, die als Simultankirche eingerichtet war. Diese verfügte über 23 Register auf zwei Manualen und Pedal. Anton Overmann I. versetzte das Instrument 1809 in die Jesuitenkirche. Wolfgang Amadeus Mozart spielte die Orgel im Juli 1767 mit großer Bewunderung.

## Werkliste (unvollständig)
Diese Werkliste umfasst die fachlich bekannten Werke Valentin Müllers. Das Jahr in der ersten Spalte meint das Jahr der Fertigstellung. In der fünften Spalte bezeichnet die römische Zahl die Anzahl der Manuale, ein großes „P“ ein selbstständiges Pedal. Die arabische Zahl gibt die Anzahl der klingenden Register an. Leere Felder zeigen an, dass die zugehörige Information nicht bekannt ist.
| Jahr | Ort                 | Gebäude            | Manuale | Register |
| ---- | ------------------- | ------------------ | ------- | -------- |
| 1710 | Heidelberg          | St. Peter          | I/P     | 12       |
| 1719 | Knittlingen         |                    |         |          |
| 1723 | Heidelberg          | Heiliggeistkirche  | II/P    | 23       |
| 1723 | Neckargemünd        |                    |         |          |
| 1725 | Birkenau            |                    | I/P     | 10       |
| 1730 | Hirschhorn (Neckar) | Katholische Kirche | II/P    | 18       |